# Sarcophaga eta
Sarcophaga eta är en tvåvingeart som beskrevs av Johnston och Tiegs 1921. Sarcophaga eta ingår i släktet Sarcophaga och familjen köttflugor. Inga underarter finns listade i Catalogue of Life.